# Bataillon des services spéciaux no 1
 (juin 2021).
Le Bataillon des services spéciaux n ° 1 fait partie de la Brigade des services spéciaux de la British Army pendant la Seconde Guerre mondiale. Il est démantelé pour former deux unités différentes, le Commando n°1 et le Commando n°2